# Emballages Magazine
Emballages Magazine est une revue qui traite de l'univers de l'emballage et du conditionnement. Elle s'adresse aux utilisateurs d'emballages (les conditionneurs), aux designers, aux fabricants d'emballages et aux constructeurs de machines d'emballage et de matériels périphériques (étiqueteuses, codeurs, convoyeurs, robots).

## Histoire
La revue a été créée en 1932. Le premier numéro, publié en janvier 1932, a été préfacé par Louis Rollin, ministre du Commerce et de l'Industrie de l'époque.

## Mission et centres d'intérêt
L'objectif de la revue est de fournir à ses lecteurs des informations sur l'actualité du secteur de l'emballage et du conditionnement en termes de produits, innovations, tendances, vie des entreprises, réglementation, environnement. Elle informe notamment de l’actualité mondiale des nouveautés technologies, des dernières innovations, de l’évolution des marchés et des tendances de consommation dans le domaine de l'emballage.
La revue s'intéresse à tous les types d'emballages, qu'ils soient primaires, secondaires ou tertiaires, du pot de yaourt, à la palette en bois en passant par la caisse en carton, la bouteille en plastique, le boîtier aérosol. Tous les secteurs utilisateurs sont couverts, de l'alimentaire à la pharmacie, y compris la cosmétique, l'hygiène, les boissons, l'industrie, le non alimentaire et la chimie. Elle s'intéresse également à tous les matériaux d'emballages : plastique, bois, métal, verre, papier, carton, liège, textile, et, plus récemment, aux bioplastiques, les plastiques d'origine végétale. 
Emballages Magazine publie chaque année, dans son dossier du numéro de décembre, le Top 500, classement des 500 premières entreprises du secteur en France[source secondaire nécessaire].

## Éditeur et lecteurs
Emballages Magazine est édité par Infopro Digital, un groupe spécialisé dans la presse, les éditions techniques, les salons et les événements professionnels qui édite, entre autres, L'Usine nouvelle, LSA, Industrie et Technologies, L'Argus de l'assurance, Plastiques et Caoutchoucs Magazine, mais aussi Le Moniteur des travaux publics et du bâtiment, La Gazette des communes et Le Courrier des maires. Cette revue mensuelle est distribuée à environ 10 000 exemplaires.
Depuis 2002, à la revue papier est venu s'ajouter le site web. Depuis janvier 2022, Emballages Magazine alimente la page Emballage de la plateforme Usinenouvelle.com. Henri Saporta est directeur de la rédaction et rédacteur en chef.

### La revue papier
Emballages Magazine est édité 9 fois par an (deux numéros doubles : janvier-février, juin-juillet, et pas de parution en août). Entre 3 et 4 hors-série sont également publiés.

## Prix et Distinctions
Emballages Magazine a obtenu le prix de la presse pro dans la catégorie « meilleure enquête, moins de 15 000 exemplaires » en 2003 (Cosmétique : l'art d'apprivoiser les hommes), 2007 (Cosmétique : les enfants sortent de l'ombre) et 2008 (Alimentaire : décrypter la transparence), et dans la catégorie « meilleur portail métier/communauté » en 2009. La revue a également reçu en 2012 le prix du meilleur numéro spécial pour le « spécial 80 ans. » 
Lors de la 15e édition, du Palmarès de la Presse Professionnelle en 2013 qui récompense les meilleures réalisations journalistiques et éditoriales de la presse professionnelle, Emballages Magazine a reçu un prix dans la catégorie « Meilleur enquête » avec son confrère Industrie & Technologies.